# Hospital Universitario de San Vicente Fundación
El Hospital Universitario de San Vicente Fundación, antes conocido como Hospital Universitario San Vicente de Paúl, es una institución privada sin ánimo de lucro que presta servicios de salud con énfasis en la atención del paciente de alta complejidad. Fundado en 1913, es el centro hospitalario y docente más importante del Departamento de Antioquia y una de las instituciones de salud más grandes e importantes de Colombia y de Latinoamérica.
Se encuentra ubicado en el barrio Sevilla de la ciudad de Medellín. En él se prestan servicios de salud de alta complejidad, se forma talento humano y se realiza investigación médica de alto nivel. El hospital y la Universidad de Antioquia cuentan con un fructífero acuerdo docente asistencial desde 1948 y junto con las Facultades de Medicina, Enfermería, Odontología y Salud Pública conforman el Área de la Salud de la Universidad de Antioquia.

## Historia

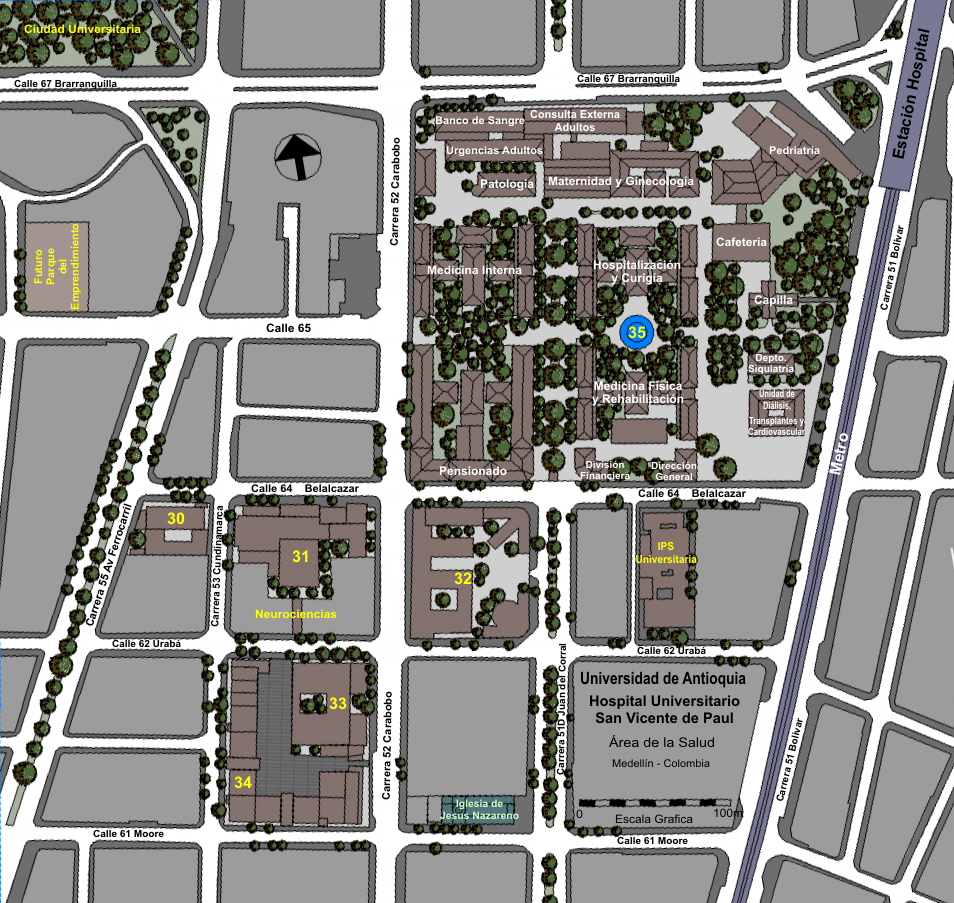
Mapa del Hospital Universitario San Vicente de Paúl junto con el área de la salud de la Universidad de Antioquia, Medellín, Colombia.

La idea de fundar el Hospital se remonta a 1913 cuando un grupo de filántropos antioqueños viendo el deprimente estado en que se encontraba el Hospital San Juan Dios, único Hospital de la Ciudad de Medellín decide intervenir. Este grupo fue encabezado por Alejandro Echavarría Isaza, quien afirmó "...he resuelto fundar un hospital, pero un hospital grande, muy grande, que tenga siempre la capacidad suficiente para albergar a todo hijo de Antioquia y del resto del país que necesite de sus servicios". Desde el principio la idea contó con el apoyo de la Iglesia, de los industriales, de la intelectualidad de la época y del conocimiento médico que había alcanzado la Escuela de Medicina, creada desde 1871.
La construcción se llevó a cabo básicamente con fondos provenientes de la filantropía. El hospital fue abierto el 10 de mayo de 1934. En 1938 es abierta la sección de Urgencias para adultos. A partir de 1962 comienza a funcionar en el edificio que actualmente ocupa conocido como la policlínica municipal. En 1940 es fundado el Pabellón Infantil "Clarita Santos", este dio origen al Hospital Infantil en 1961. En 1979 la ciudad de Medellín es afectada por un seísmo que causa graves daños al bloque de Cirugía General y el de Quirúrgicas Especializadas. Pero gracias al apoyo de los antioqueños, el sector empresarial, del Estado y de la sociedad en su conjunto, y esfuerzos institucionales se pudieron reconstruir las áreas afectadas.

## Arquitectura

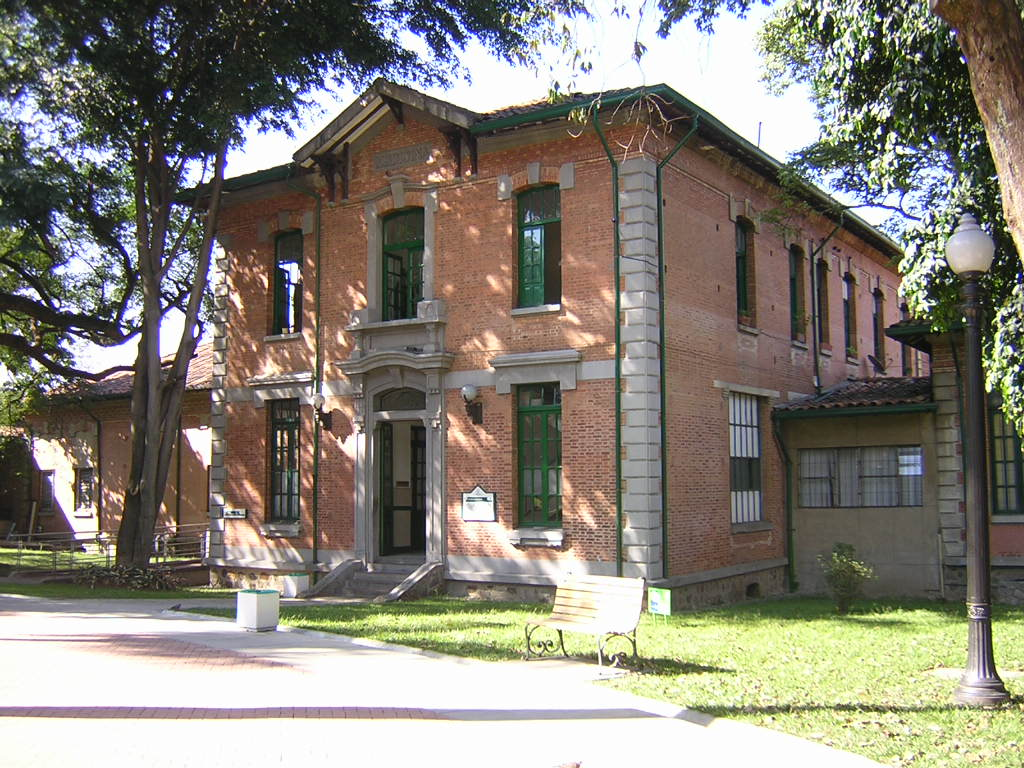
Hospital Universitario San Vicente de Paúl, Medellín, Colombia.

Excepto por el Pabellón de Pediatría, la Policlínica, el área de consulta externa, y la de diálisis y trasplantes que son relativamente nuevas el Hospital es de estilo neoclásico (conocido en Colombia como republicano), y fue diseñado por el arquitecto belga Agustín Goovaerts. Su construcción se inició en 1913, en un terreno que para aquellos tiempos se encontraba en las afueras de la ciudad, teniendo en cuenta las por ese entonces nuevas normas europeas de arquitectura hospitalaria, en lo tocante a distribución de los pabellones y al espacio que debía tener cada paciente. El Hospital Universitario San Vicente de Paúl fue declarado Monumento Nacional el 5 de noviembre de 1996 considerando el valor arquitectónico de sus edificaciones, el conjunto formado por ellas y las espléndidas áreas verdes que las circundan.

## Investigación
En este aspecto el Hospital ha tenido una gran importancia debido en parte a su asociación con la Universidad de Antioquia, particularmente con el grupo de trasplantes. Entre los hitos más importantes se encuentran:
En 1998, cuando el hospital celebraba sus 85 años, avanzaba ya la construcción del Centro Internacional de Diálisis y Trasplantes, mediante un convenio con la empresa alemana Fresenius Medical Care se construyó el más moderno edificio de América Latina dotado de alta tecnología para la atención del paciente renal sometido a tratamiento de diálisis y trasplante.
El grupo de Trasplantes hizo posible el primer trasplante de médula ósea en América Latina; el primer trasplante de riñón y páncreas simultáneo, el primer trasplante de hígado y el primer trasplante exitoso de pulmón; y conjuntamente con el equipo científico de la Clínica Cardiovascular Santamaría, el primer trasplante de corazón en Colombia. A la fecha se han realizado más de 3.000 trasplantes renales, varios de hígado, páncreas y algunos mixtos (riñón-corazón, riñón-hígado, riñón-páncreas), además se han realizado 57 trasplantes de médula ósea, córnea y hueso.
Los reimplantes de mano, por su parte, desarrollaron la cirugía plástica en el medio como respuesta a la alta incidencia de amputaciones en la región; el hospital es un centro de referencia a nivel nacional e internacional en este campo pues se han realizado más de 400 casos exitosos. Así, el hospital tiene uno de los equipos de trasplantes más eficientes del mundo y posee la mayor estadística de reimplantes de mano, y el más alto número de suturas de heridas de corazón con supervivencia.

## Galería de fotos

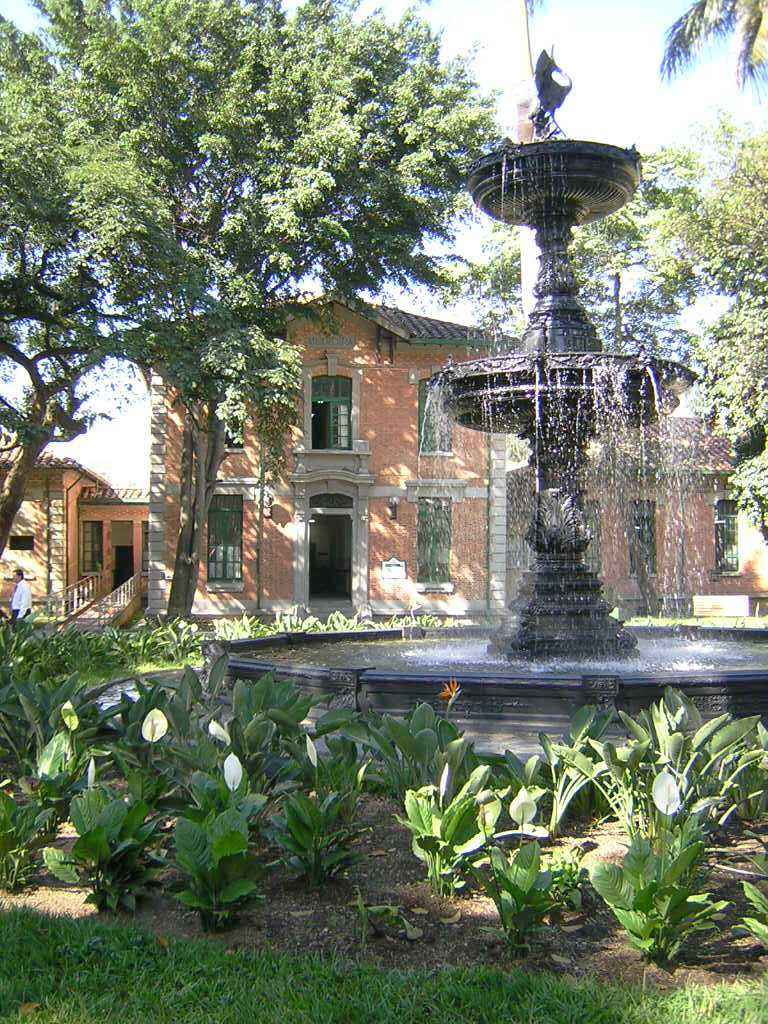
Fuente de Agua
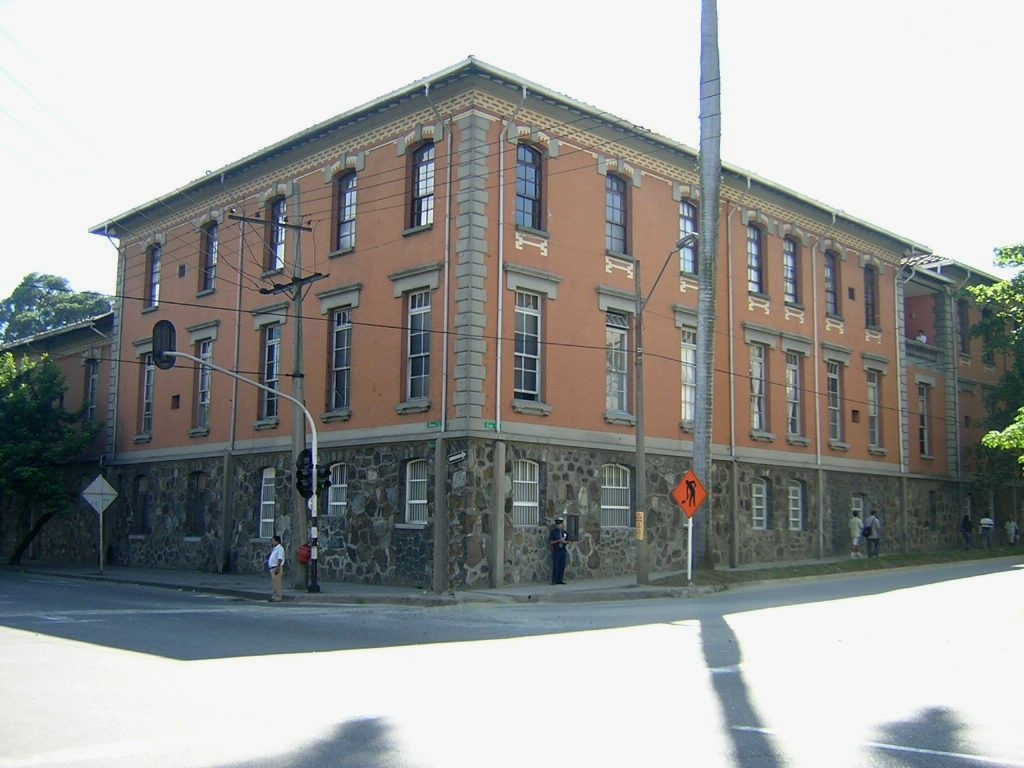
Bloque Pensionados, esquina Cra52 con calle64
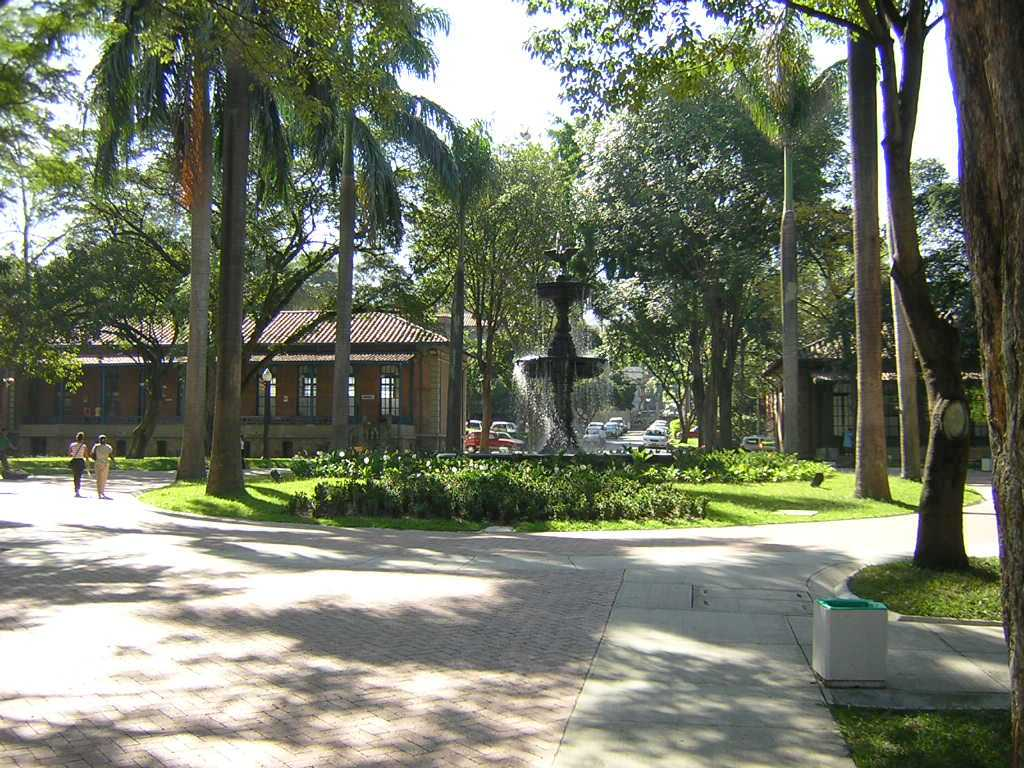
Fuente y amplias zonas verdes
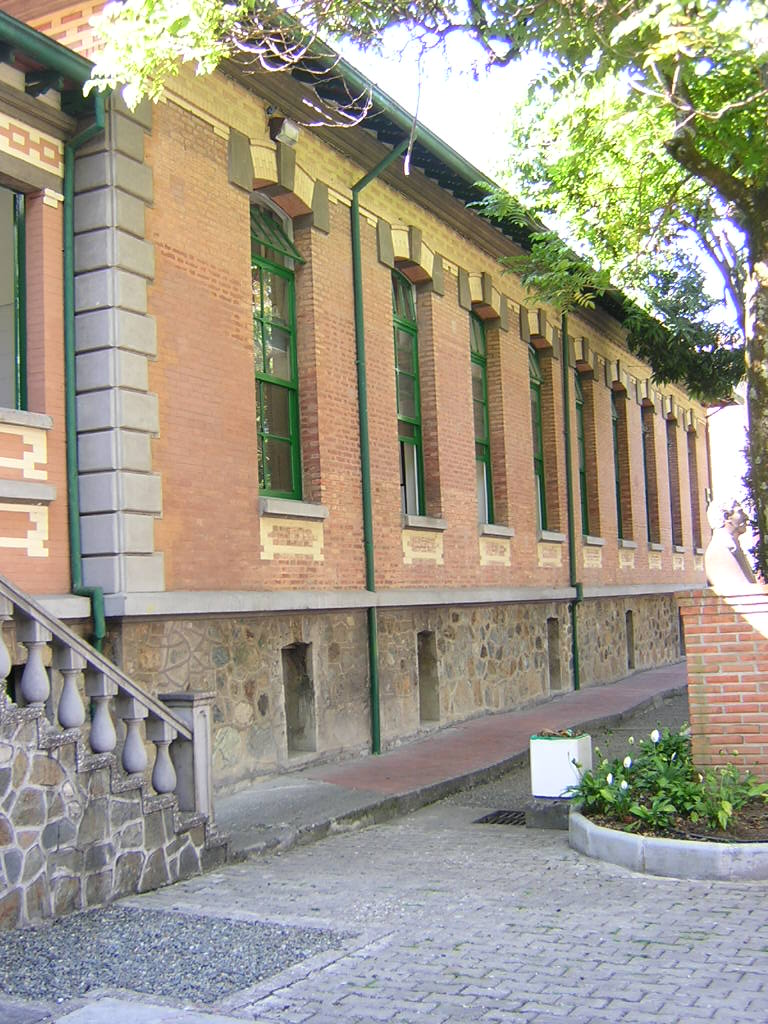
Pabellón fachada occidente
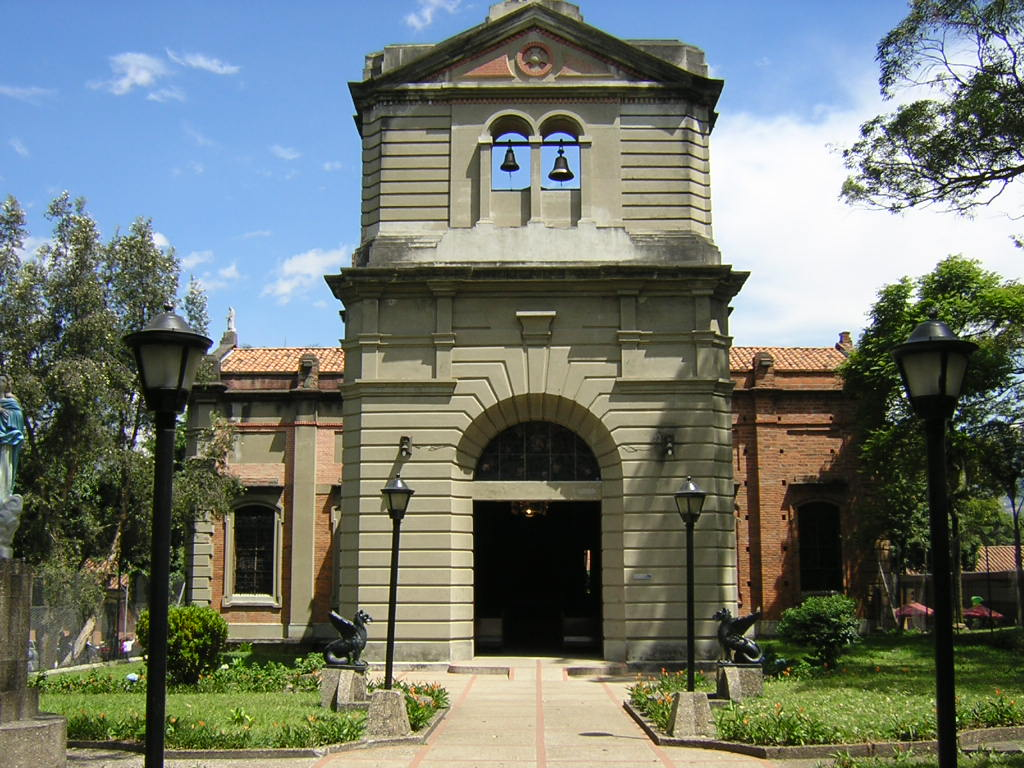
Capilla
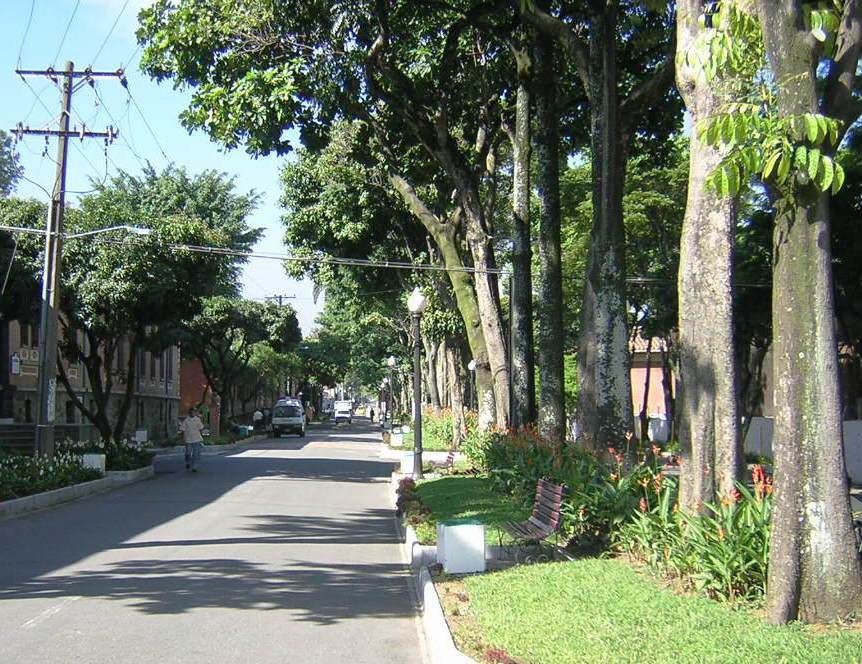
Calle interior desde la entrada Juan del Corral
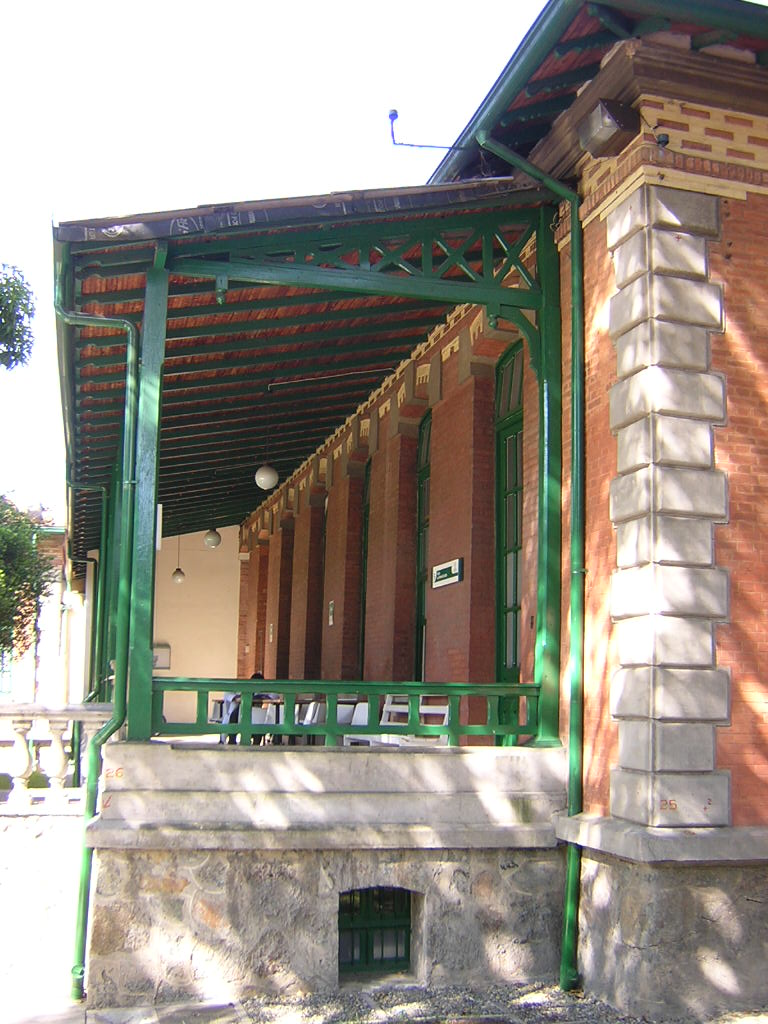
Corredor Exterior de los bloques
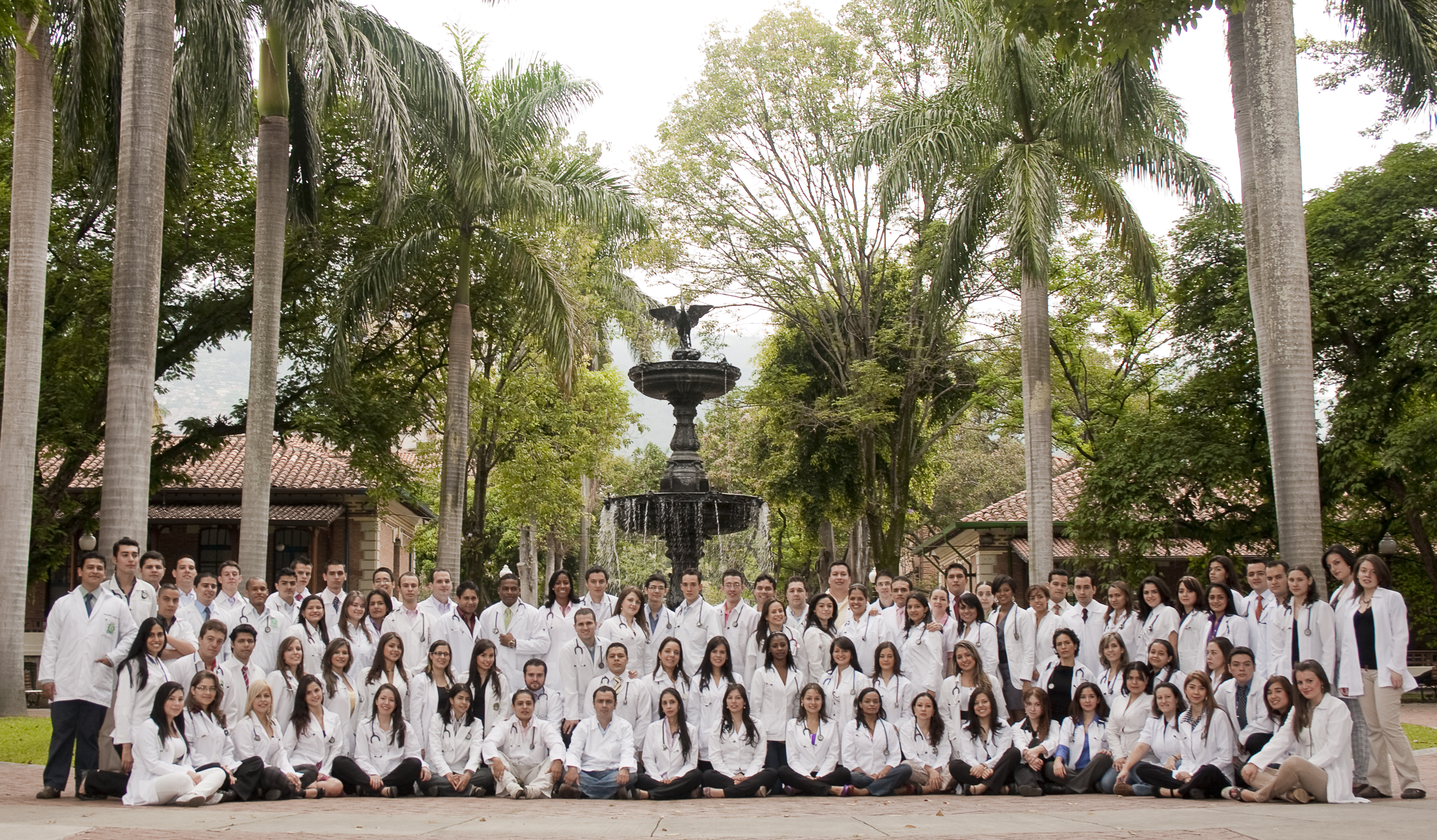
Plazoleta Central HUSVP, promoción de Médicos y Cirujanos 2010-1, Universidad de Antioquia